# Hendrik van Castilië (1230-1303)

Wapenschild van Hendrik van Castilië

Hendrik van Castilië (6 maart 1230 - Roa, 8 augustus 1303) was een infant van het koninkrijk Castilië.

## Biografie
Hendrik van Castilië werd geboren als het vierde kind van koning Ferdinand III van Castilië en Elisabeth van Hohenstaufen. Hij groeide op aan het hof in Burgos. Hij nam op vijftienjarige leeftijd deel aan het Beleg van Jaén. Door de veroveringen van zijn vader werd hij beleend met verschillende plaatsen. In eerste instantie met Morón de la Frontera en na de val van Sevilla onder meer ook met Jerez de la Frontera. Hij verbleef in de jaren daarop vooral aan het nieuwe hof in Sevilla.
Al voor de dood van zijn vader had Hendrik geweigerd om leenhulde te betuigen aan zijn oudere broer, de latere koning Alfons X. Na diens troonsbestijging nam de nieuwe koning de landerijen van Hendrik af en ook werd een potentieel huwelijk door Alfons gedwarsboomd. Hierdoor besloot hij te complotteren tegen zijn broer en met de steun van Diego López IV de Haro en Jacobus I van Aragon kwam hij in opstand. Hij werd uiteindelijk verslagen door zijn broer en werd genoodzaakt uit Spanje te vluchten.
Tussen 1256 en 1259 leefde hij als banneling in Engeland. Hij onderzocht enkele mogelijkheden om naar Frankrijk te verhuizen, maar toen dit niet mogelijk bleek vertrok hij naar het huidige Tunesië waar hij als huurling voor de Hafsidische emir Mohammed I al-Moestansir ging vechten tegen de Almohaden. Vervolgens ging hij onder zijn neef Karel I van Napels dienen onder wie hij vocht in de Slag bij Benavente. Van hem verkreeg Hendrik de titel senator van Rome.
Hij had grote sommen geld aan Karel van Anjou geleend die nimmer terug betaald werden en zodoende sloot hij zich aan bij Konradijn van Hohenstaufen toen deze ten oorlog trok tegen de nieuwe koning van Sicilië. Hij was een van diens legeraanvoerders in de slag bij Tagliacozzo. De slag werd verloren waarop hij zijn toevlucht zocht in de abdij van Monte Cassino waar hij gevangen werd genomen door de Angevijnen. Hij werd uiteindelijk in 1291 vrijgelaten nadat vijf jaar eerder ook zijn excommunicatie was opgeheven. In 1298 keerde Hendrik terug naar Castilië waar hij als regent ging dienen voor zijn achterneef Ferdinand IV. Hij huwde met Juana Núñez de Lara, maar kreeg met haar geen kinderen voor zijn dood in 1303.